# 児玉駅
児玉駅（こだまえき）は、埼玉県本庄市児玉町児玉にある、東日本旅客鉄道（JR東日本）八高線の駅である。

## 歴史

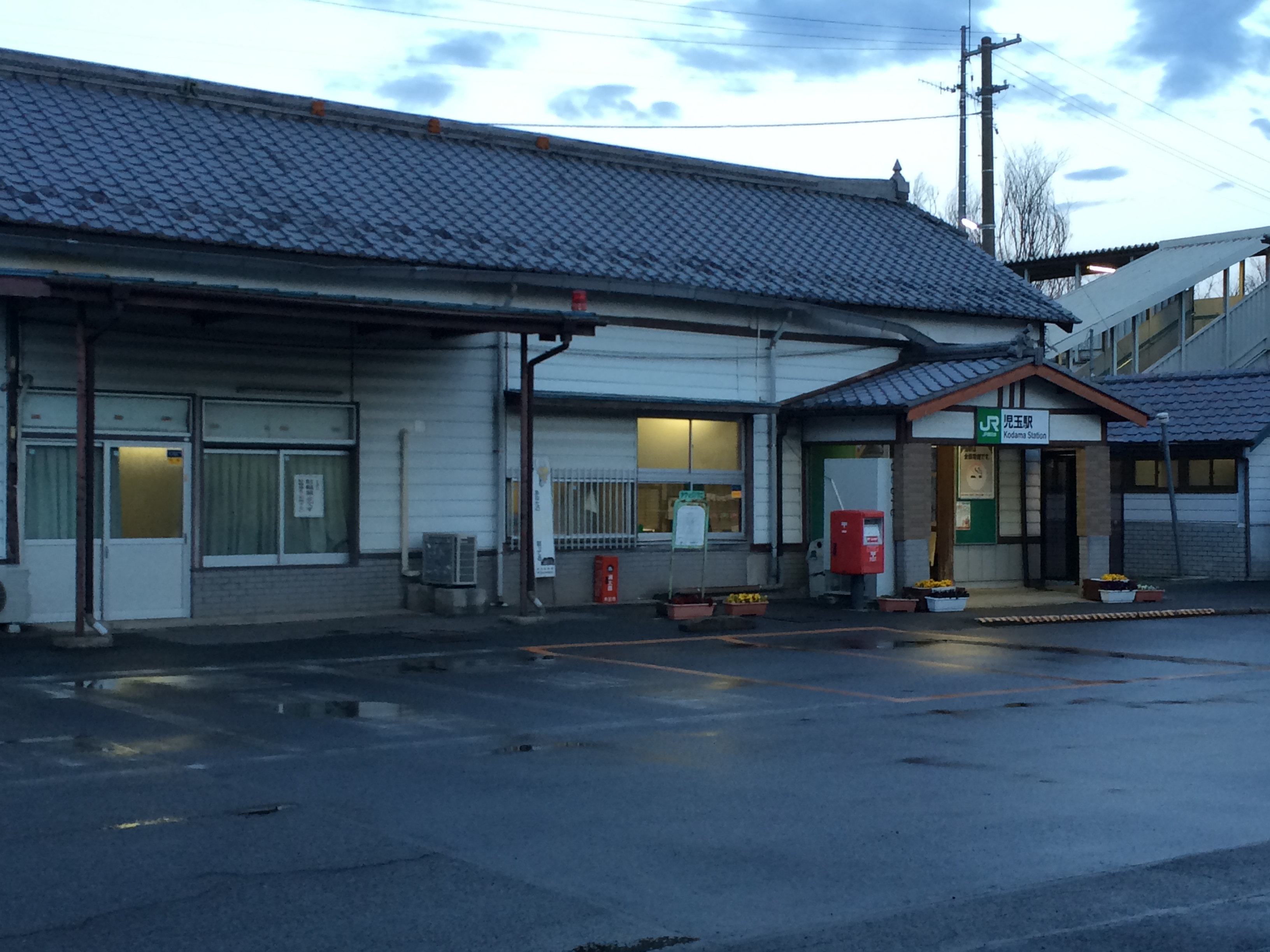
旧駅舎（2014年3月）

- 1931年（昭和6年）7月1日：鉄道省八高北線（現・八高線）当駅 - 倉賀野駅間開通時に終着駅として開設[1][2]。旅客・貨物取扱開始（一般駅）[2]。当時の所在地は児玉町であったため、現駅名となった[1]。
- 1974年（昭和49年）4月5日：貨物取扱廃止[2]。
- 1984年（昭和59年）2月1日：荷物扱い廃止[2]。
- 1987年（昭和62年）4月1日：国鉄分割民営化に伴い、JR東日本の駅となる[2]。
- 2002年（平成14年）2月8日：ICカードSuica供用開始[4][5]。
- 2011年（平成23年）12月1日：業務委託駅化。
- 2015年（平成27年）12月23日：新駅舎使用開始。
- 2021年（令和3年）3月13日：無人駅化[3]。

## 駅構造
相対式ホーム2面2線を有する地上駅である。両ホームは跨線橋で連絡している。高麗川方面ホームに待合室がある。
高崎統括センター（高崎駅）管理の無人駅。乗車駅証明書発行機・簡易Suica改札機が設置されている。2021年3月12日まではJR東日本ステーションサービス（2015年6月30日まではJR高崎鉄道サービス）が駅業務を受託する業務委託駅であった。無人駅化に伴い自動券売機が撤去された。

### のりば
| 番線 | 路線    | 方向 | 行先             | 備考            |
| ---- | ------- | ---- | ---------------- | --------------- |
| 1    | ■八高線 | 下り | 高崎方面         | 当駅始発は2番線 |
| 2    | ■八高線 | 上り | 寄居・高麗川方面 |                 |

（出典：JR東日本:駅構内図）

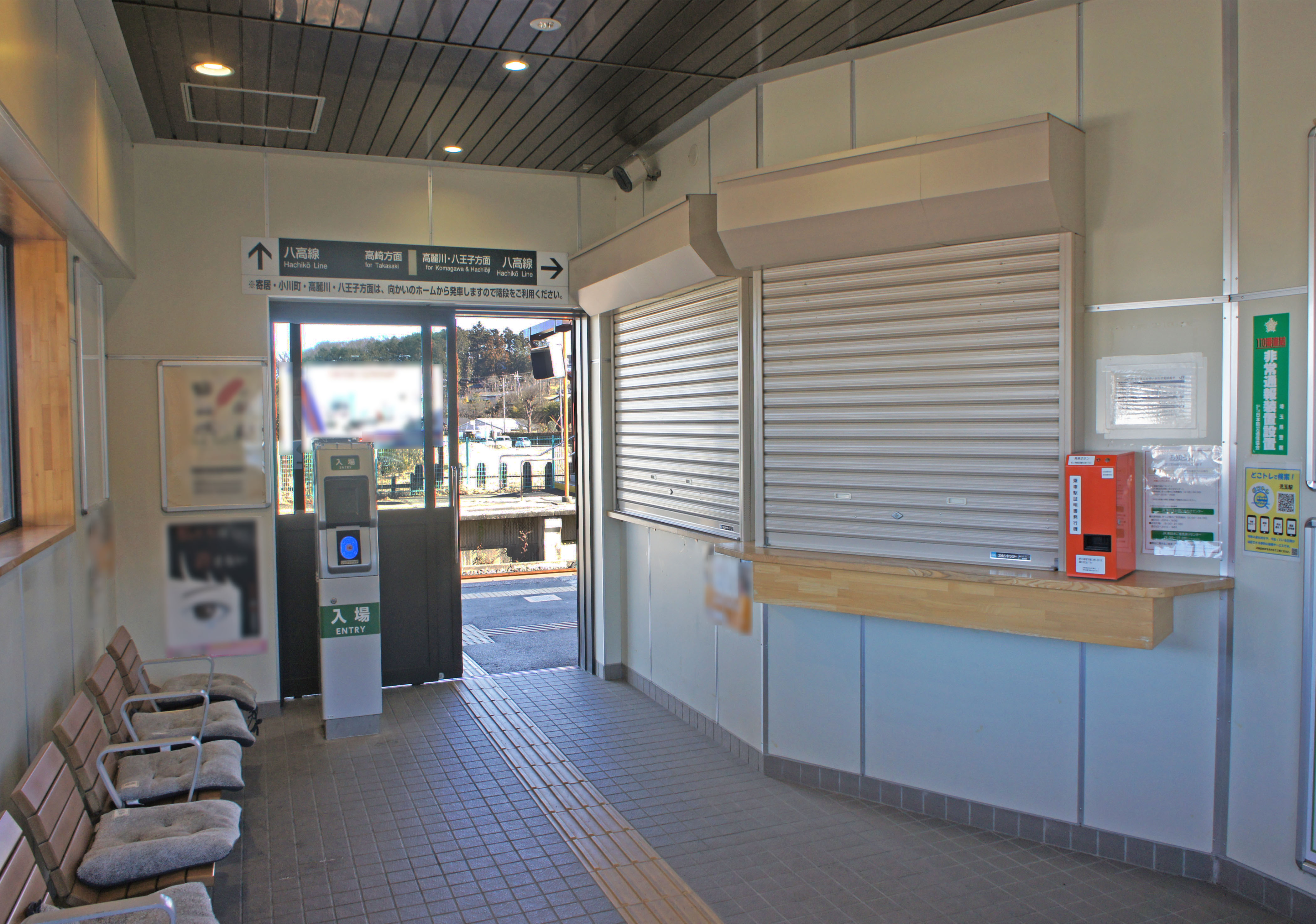
改札口（2022年1月）
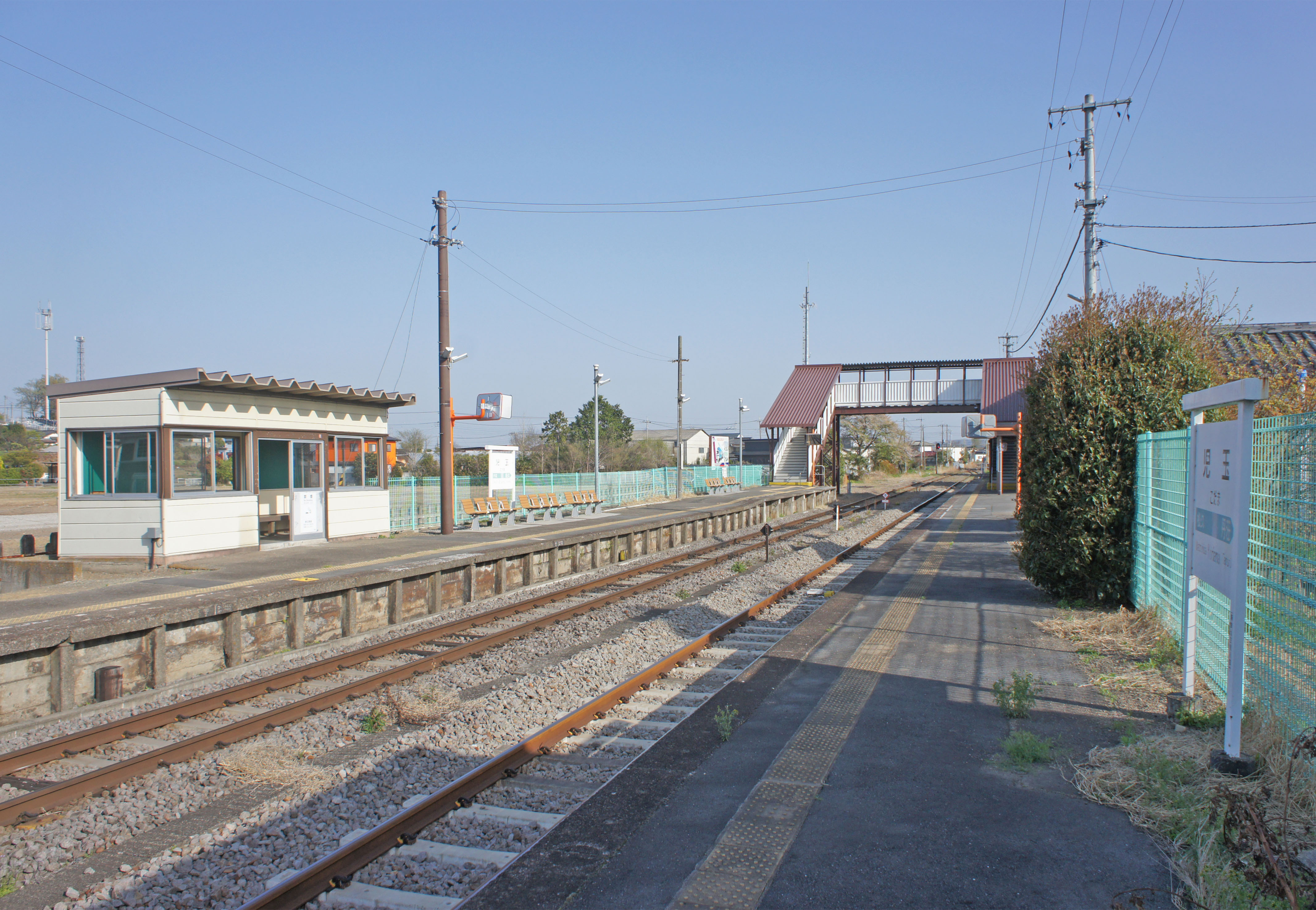
ホーム（2022年4月）

## 利用状況
JR東日本によると、2000年度（平成12年度） - 2019年度（令和元年度）の1日平均乗車人員の推移は以下の通り。
| 乗車人員推移       | 乗車人員推移     | 乗車人員推移    |
| 年度               | 1日平均 乗車人員 | 出典            |
| ------------------ | ---------------- | --------------- |
| 2000年（平成12年） | 398              | [ 利用客数 1 ]  |
| 2001年（平成13年） | 376              | [ 利用客数 2 ]  |
| 2002年（平成14年） | 342              | [ 利用客数 3 ]  |
| 2003年（平成15年） | 375              | [ 利用客数 4 ]  |
| 2004年（平成16年） | 394              | [ 利用客数 5 ]  |
| 2005年（平成17年） | 391              | [ 利用客数 6 ]  |
| 2006年（平成18年） | 406              | [ 利用客数 7 ]  |
| 2007年（平成19年） | 404              | [ 利用客数 8 ]  |
| 2008年（平成20年） | 414              | [ 利用客数 9 ]  |
| 2009年（平成21年） | 406              | [ 利用客数 10 ] |
| 2010年（平成22年） | 374              | [ 利用客数 11 ] |
| 2011年（平成23年） | 339              | [ 利用客数 12 ] |
| 2012年（平成24年） | 332              | [ 利用客数 13 ] |
| 2013年（平成25年） | 352              | [ 利用客数 14 ] |
| 2014年（平成26年） | 332              | [ 利用客数 15 ] |
| 2015年（平成27年） | 334              | [ 利用客数 16 ] |
| 2016年（平成28年） | 341              | [ 利用客数 17 ] |
| 2017年（平成29年） | 348              | [ 利用客数 18 ] |
| 2018年（平成30年） | 373              | [ 利用客数 19 ] |
| 2019年（令和元年） | 356              | [ 利用客数 20 ] |

## 駅周辺
旧児玉町中心部に近い。
- 東和銀行児玉支店
- 埼玉りそな銀行児玉支店
- 清水クリニック
- 競進社模範蚕室
- 雉岡城跡
- 本庄市立児玉小学校
- 八幡神社（東岩清水八幡神社）
- 日蓮宗玉蓮寺（日蓮上人縁の寺）
- パンとお菓子Malon
- 創作菓子処梅月堂（塙保己一関連の菓子取扱い店）
- アスピアこだま
  - 本庄市役所児玉総合支所（旧・児玉町役場）
  - 塙保己一記念館
- 本庄市立児玉中学校
- 埼玉県立児玉高等学校

### バス路線
駅前には乗り入れていない。「児玉駅入口」停留所から、朝日バス（本庄営業所）の路線バスが発着する。
- HJ21〜HJ26：児玉折返し場・赤城乳業千本さくら工場方面／本庄駅南口方面

## 隣の駅
東日本旅客鉄道（JR東日本）
■八高線
松久駅 - 児玉駅 - 丹荘駅

### 記事本文
1. 1 2 3 4 5 6  『週刊 JR全駅・全車両基地』 46号 甲府駅・奥多摩駅・勝沼ぶどう郷駅ほか79駅、朝日新聞出版〈週刊朝日百科〉、2013年7月7日、27頁。
2. 1 2 3 4 5 6  石野哲 編『停車場変遷大事典 国鉄・JR編 II』（初版）JTB、1998年10月1日、200頁。ISBN 978-4-533-02980-6。
3. 1 2   本庄市経済環境部環境推進課: “本庄市地球温暖化対策実行計画（区域施策編）本編” (PDF).   本庄市. p. 22 (2024年6月25日). 2024年6月25日時点のオリジナルよりアーカイブ。2024年6月25日閲覧。 “※児玉駅は令和3年（2021年）3月13日から駅員無配属駅のため、”
4. ↑  「鉄道記録帳2002年2月」『RAIL FAN』第49巻第5号、鉄道友の会、2002年5月1日、24頁。
5. ↑  「JR年表」『JR気動車客車編成表 '02年版』ジェー・アール・アール、2002年7月1日、187頁。ISBN 4-88283-123-6。
6. 1 2  “駅構内図（児玉駅）”.   東日本旅客鉄道. 2019年11月24日閲覧。

### 利用状況
1. ↑  “各駅の乗車人員（2000年度）”.   東日本旅客鉄道. 2019年5月6日閲覧。
2. ↑  “各駅の乗車人員（2001年度）”.   東日本旅客鉄道. 2019年5月6日閲覧。
3. ↑  “各駅の乗車人員（2002年度）”.   東日本旅客鉄道. 2019年5月6日閲覧。
4. ↑  “各駅の乗車人員（2003年度）”.   東日本旅客鉄道. 2019年5月6日閲覧。
5. ↑  “各駅の乗車人員（2004年度）”.   東日本旅客鉄道. 2019年5月6日閲覧。
6. ↑  “各駅の乗車人員（2005年度）”.   東日本旅客鉄道. 2019年5月6日閲覧。
7. ↑  “各駅の乗車人員（2006年度）”.   東日本旅客鉄道. 2019年5月6日閲覧。
8. ↑  “各駅の乗車人員（2007年度）”.   東日本旅客鉄道. 2019年5月6日閲覧。
9. ↑  “各駅の乗車人員（2008年度）”.   東日本旅客鉄道. 2019年5月6日閲覧。
10. ↑  “各駅の乗車人員（2009年度）”.   東日本旅客鉄道. 2019年5月6日閲覧。
11. ↑  “各駅の乗車人員（2010年度）”.   東日本旅客鉄道. 2019年5月6日閲覧。
12. ↑  “各駅の乗車人員（2011年度）”.   東日本旅客鉄道. 2019年5月6日閲覧。
13. ↑  “各駅の乗車人員（2012年度）”.   東日本旅客鉄道. 2019年5月6日閲覧。
14. ↑  “各駅の乗車人員（2013年度）”.   東日本旅客鉄道. 2019年5月6日閲覧。
15. ↑  “各駅の乗車人員（2014年度）”.   東日本旅客鉄道. 2019年5月6日閲覧。
16. ↑  “各駅の乗車人員（2015年度）”.   東日本旅客鉄道. 2019年5月6日閲覧。
17. ↑  “各駅の乗車人員（2016年度）”.   東日本旅客鉄道. 2019年5月6日閲覧。
18. ↑  “各駅の乗車人員（2017年度）”.   東日本旅客鉄道. 2019年5月6日閲覧。
19. ↑  “各駅の乗車人員（2018年度）”.   東日本旅客鉄道. 2019年7月21日閲覧。
20. ↑  “各駅の乗車人員（2019年度）”.   東日本旅客鉄道. 2020年7月18日閲覧。